# Malleus Maleficarum (album)
Albums de Pestilence
Consuming Impulse
Malleus Maleficarum est le premier album du groupe néerlandais de death metal Pestilence. Il fut enregistré en 1988 et publié cette même année par Roadrunner Records. Son nom provient du traité d'inquisition Malleus Maleficarum.
À cette époque, Pestilence jouait du thrash metal aux influences death.

## Liste des morceaux
1. Malleus Maleficarum/Antropomorphia – 4:12
2. Parricide – 3:47
3. Subordinate to the Domination – 4:17
4. Extreme Unction – 1:29
5. Commandments – 5:17
6. Chemo Therapy – 4:48
7. Bacterial Surgery  – 5:04
8. Cycle of Existence – 3:17
9. Osculum Infame  – 1:52
10. Systematic Instruction  – 4:08

## Composition
- Patrick Mameli - guitare, basse
- Randy Meinhard - guitare
- Martin van Drunen - voix
- Marco Foddis - percussions
- Calle Trapp - clavier sur Osculum Infame